# Секонд-хенд
Се́конд-хе́нд (от англ. second hand — вторая рука) — современный термин, обозначающий:
- бывшее в употреблении движимое имущество (синонимы: бывший в употреблении (сокр. б/у), подержанный);
- процесс сбора, сортировки и продажи бывшей в употреблении одежды, обуви и других предметов обихода.

Чаще всего, термин «секонд-хенд» применяется к одежде, что вероятно связано с интенсивным распространением повторного употребления и продажи оной.
Следует отметить несколько разные значения термина «секонд-хенд» на постсоветском пространстве и в Европе и Соединенных Штатах. В последних двух случаях секонд-хенд это любая бывшая в употреблении вещь, будь то книга, автомобиль или даже информация, полученная не из первоисточника. Однако в русском языке заимствование из английского языка зафиксировалось, за некоторыми исключениями, только для одежды.

## Происхождение товара секонд-хенд
В появление категории товаров секонд-хенд основными факторами можно считать:
- в Англии 1943 года был организован первый секонд-хенд в качестве поддержки французскому сопротивлению.
- экономическое благополучие европейцев, которое позволяет не просто покупать одежду, а менять гардероб каждый сезон, при этом одежда не успевает износиться;
- культура, не позволяющая просто так выкинуть ещё хорошую вещь;
- спрос на вещи высокого качества среди людей, не готовых платить большие деньги за их покупку в фирменных магазинах;
- низкое качество товаров по схожим ценам, произведенных в Китае, Индии и других странах.

## Одежда секонд-хенд
Одежда секонд-хенд — это вещи (одежда и обувь, постельное белье, игрушки и т. д.) бывшие в употреблении, уцененные или непроданные в установленный срок в фирменных магазинах. Секонд-хендом может называться любая вещь, независимо от того, была она в употреблении или нет, отличительная черта товара секонд-хенд — отсутствие фирменной бирки и упаковки. Однако очень многие вещи из рук в руки продаются с наличием фирменных бирок и упаковок.

### Сборка одежды
В Европе существует несколько основных видов сборки одежды секонд-хенд.
Магазинная сборка
Фирменные магазины брендовой одежды после сезонных распродаж и смены коллекции собирают непроданный товар и продают его фабрикам сортировки секонд-хенд по очень низким ценам. Такая одежда попадает в категории Сток — новая вещь с этикеткой. Зачастую магазины брендовых вещей не хотят, чтобы их товары продавались по низкой цене и вредили репутации магазина. В таких случаях с одежды срезают бирки и ярлыки, чтобы покупатели не могли определить происхождение той или иной вещи. Зачастую отсутствие бирки свидетельствует о высоком качестве одежды. Бренды Louis Vuitton, Christian Dior и другие никогда не допускают попадание своих старых коллекций в товар-сток, поэтому они срезают ярлык и только после этого продают уцененный товар на фабрики сортировки. Также ярлыки могут срезать производители одежды и аксессуаров для брендовых магазинов, не имеющие право на самостоятельную дистрибуцию бренда, при перепроизводстве или возврате товара от дистрибьютора. Такие вещи попадают в категорию секонд-хенд Cream — новая одежда без этикеток.
Домашняя (семейная) сборка
Сотрудники частных компаний или благотворительных организаций по сбору одежды обходят дома с предложениями сдать надоевшую, ненужную одежду. Есть и другой способ: люди по почте получают конверт с листовкой и полиэтиленовым пакетом от фирмы-сборщика внутри. В листовке содержится просьба собрать одежду и обувь. Такие фирмы платят государству определённую денежную сумму за получение лицензии на сбор вещей и, как правило, чем богаче район, тем выше стоимость лицензии. По правилам, вся одежда обязана быть чистой и в хорошем состоянии. Обувь всегда должна быть парной и связана шнурком. Очень приветствуются постельное бельё и одеяла. В определённый час проезжает машина и собирает эти пакеты.
Контейнерная сборка
В жилых районах около супермаркетов и автостоянок выставляют специальные контейнеры с логотипом фирмы-сборщика, в которых любой может оставить пакет с ненужной одеждой и обувью. Контейнерный сбор более беден и хаотичен, так как там частенько попадается разная домашняя утварь.
Школьная сборка
Сбор вещей также осуществляется в школах, особенно в английских и ирландских, где сбор вещей осуществляется детьми, которым фирмы — сборщики платят за это деньги. Помимо детских вещей, в такой сборке присутствует женская и мужская одежда, обувь, трикотаж.
Из вещей собранных описанными выше способами формируется вид товара секонд-хенд оригинал. На фабриках сортировки его упаковывают в мешки от 100 кг и продают по самой низкой цене. В оригинале могут попадаться разные вещи, начиная от одежды и обуви, заканчивая книгами и посудой. Качество оригинала нестабильное и часть вещей вообще не пригодна к продаже. Такой товар был популярен в 90-е годы, когда секонд-хенд бизнес только начинал развитие в России. На сегодняшний день большинство фабрик отказались от данного вида товара и производят сортировку вещей в зависимости от состояния, качества и страны происхождения.

### Виды сортировки
Сортировка по стране происхождения
В первую очередь вся одежда секонд-хенд делится по странам-производителям.
На сегодняшний день наиболее популярными производителями являются товары из Англии и Германии. Отличительными чертами производства в этих странах является: стабильность качества и состава товара, современный модельный ряд и известные бренды вещей.
Одной из самых модных категорий секонд-хенд является товар из Италии, его отличают яркость фасонов, эксклюзивные модели одежды и дорогие бренды.
С недавнего времени появились товары секонд-хенд из Канады. Большим плюсом канадского товара является большое количество новых вещей с фирменными этикетками, однако канадские бренды не пользуются такой популярностью, как европейские. Ещё одним минусом одежды из Канады является несоответствие нашим размерам из-за различия в телосложении. Если Вам попалась рубашка большого размера, но с короткими для Вас рукавами, будьте уверены — она из Канады.
Лучшим летним товаром на сегодняшний день является товар из Австралии. Его отличают легкие ткани и яркость расцветки. Единственным минусом является отсутствие зимнего товара, подходящего под страны с холодным климатом.
Это не весь перечень производителей товара секонд-хенд, можно отметить дополнительно Бельгию, Голландию, США и Ирландию, так как товары из этих стран также присутствуют на рынке.
Сортировка по качеству товара
Весь товар секонд-хенд делится на несколько категорий в зависимости от качества вещей. Строгой единой классификации такого товара нет и она зачастую зависит от страны производителя, но можно отметить наиболее часто употребляемые категории товара:
- Сток (Евросток) — категория вещей, которые не были в употреблении и на них сохранены фирменные этикетки и ярлыки. Такой товар собирается из нераспроданных коллекций фирменных магазинов. Категория сток, в свою очередь, делится на бренды и зачастую продается поштучно.
- Cream (крем) —  новая или без следов видимого износа одежда и обувь. Зачастую сюда попадают новые вещи с обрезанными ярлыками. Не меньше 20  % категории Cream это новая одежда с фирменными ярлыками и этикетками. В этой категории очень часто встречаются эксклюзивные модели одежды и дорогие бренды. Вещи Cream формируются из собранного у людей товара с добавлением вещей категории Евросток.
- Extra (экстра), LUX (люкс) — одежда и обувь с малым процентом износа. В эту категорию в основном входит повседневная одежда недорогих европейских брендов. Категория в подавляющем количестве состоит из одежды без этикеток, собранной у населения.
- 1-я категория — одежда и обувь с дефектами пошива, видимыми следами износа, также грязные вещи, устаревшие модели и так далее. Зачастую данная категория не подходит для продаж или продается по очень низким ценам.
- Оригинал — вещи полученные всеми выше перечисленными видами сборки. Данная категория может включать в себя как одежду и обувь, так и любые другие вещи домашнего обихода, включая ветошь или даже мусор.

Сортировка по типу товара
Товар секонд-хенд делится на два основных типа:
- Смешанный товар или Микс — товар данного типа включает в себя различную одежду собранную в одной упаковке. В зависимости от фабрики сортировки миксы могут включать себя женскую, мужскую, детскую одежду и различные аксессуары, либо смесь товара по каждой из этих категорий. Товар категории Микс является основным видом товара и содержит, как правило, лучшие по качеству и модельному ряду вещи.
- Сортированный по типу одежды товар — товар данного типа включает в себя одежду рассортированную и упакованную отдельно по видам товара, например только куртки, только джинсы, только футболки и так далее. Данный вид товара зачастую несколько ниже по качеству, чем товар типа Микс. Плюсом такого товара является то, что он позволяет закрыть дефицитные позиции одежды, не встречающиеся в миксах в достаточно количестве. Также в сортировке есть уникальные позиции товара, такие как: военная одежда, экипировка для мотоспорта и так далее.

Другие виды сортировки товара
Также можно отметить, что товар секонд-хенд в зависимости производителей может разделяться по сезонности на зимний, летний и смешанный. По назначению: женский, мужской, детский.
Отдельными позициями идут обувь, постельное белье и домашние принадлежности, полотенца, ШШП (шапки, шарфы, перчатки), кепки, сумки, бижутерия, которые сортируются только по стране происхождения оригинала.

### Упаковка товара
Товар секонд-хенд упаковывается в полиэтиленовые или полипропиленовые мешки фасовкой от 5 до 100 килограммов с нанесением соответствующей маркировки, где указан вид товара чаще всего на английском языке. Например, Women Cream Mix Winter — что означает зимняя женская одежда категории крем. Страна происхождения оригинала и фабрика сортировки чаще всего не указывается. Однако фабрики сортировки зачастую используют различные расцветки мешков для того, чтобы клиенты смогли определить страну происхождения и фабрику.

### Санитарная обработка
Перед тем, как вещь будет упакована в мешки, она должна пройти санитарную обработку и сортировку. Людей, посетивших магазин секонд-хенд впервые, порой отпугивает специфический запах вещей. Запах появляется после санитарной обработки паром и формалином. Это необходимое условие. Каждая партия товара секонд-хенд имеет сертификат дезинфекции, в котором указывается, какие химические реактивы были использованы при обработке. Дополнительная выборочная проверка тюков с товаром проводится санитарной службой при пересечении границы. Поэтому одежда секонд-хенд зачастую чище и безопаснее для здоровья, чем товар, привезенный нелегально без соответствующих документов. Избавиться от запаха легко, достаточно просто постирать вещь. Если это невозможно, например, в случае покупки пальто, то можно ограничиться выветриванием на свежем воздухе и паровой глажкой в химчистке.

### Экономика
Цены на секонд-хенд варьируются от 3 до 17 евро за килограмм, в зависимости от категории (Крем, Люкс, Экстра, 1 или 2 категории). Отданные на благотворительность предметы одежды впоследствии продаются собирающими их организациями (им нужны деньги, а не вещи) мелким компаниям из Африки, которые импортируют их во многие страны континента. Чрезмерный импорт привел к падению объёма местной выпускаемой продукции, что негативно сказалось на уровне занятости и ряде других микроэкономических показателей.

### Секонд-хенд сегодня
Сегодня сохраняется огромное количество секонд-хендов с вещами низкого качества, без брендов и за минимальные цены. Продажи происходят оптом или поштучно. Однако растет популярность онлайн секонд-хендов, где люди могут продавать и покупать действительно хорошую одежду, обувь, сумки и аксессуары лучших мировых брендов: от люксовых, таких как Chanel, Louis Vuitton или Balenciaga, до масс-маркета, такого как Zara, Topshop и H&M.
Используя разумный подход всё больше людей предпочитает качественную продукцию и рациональное потребление. Сегодня около 70% процентов гардероба каждого человека не используется, и вместо того, чтобы вещь пылилась на полках, многие предпочитают давать одежде "вторую жизнь".

### Онлайн-секонд-хенды
Трендом последних лет является появление крупных онлайн-площадок по перепродаже одежды секонд-хенд. Отрасль привлекает крупнейших венчурных инвесторов. Если раньше одежда продавалась на досках объявлений, то теперь специализированные сайты захватывают всё большую долю рынка. Некоторые из таких сайтов уже продают более 10 миллионов экземпляров одежды ежегодно. В свою очередь, подобная деятельность по перепродаже секонд-хенд товаров, с экономической и общественной точки зрения носит вредительский характер, кроме того, подобная деятельность никак не регулируется государством.